# Frederic Heidorn

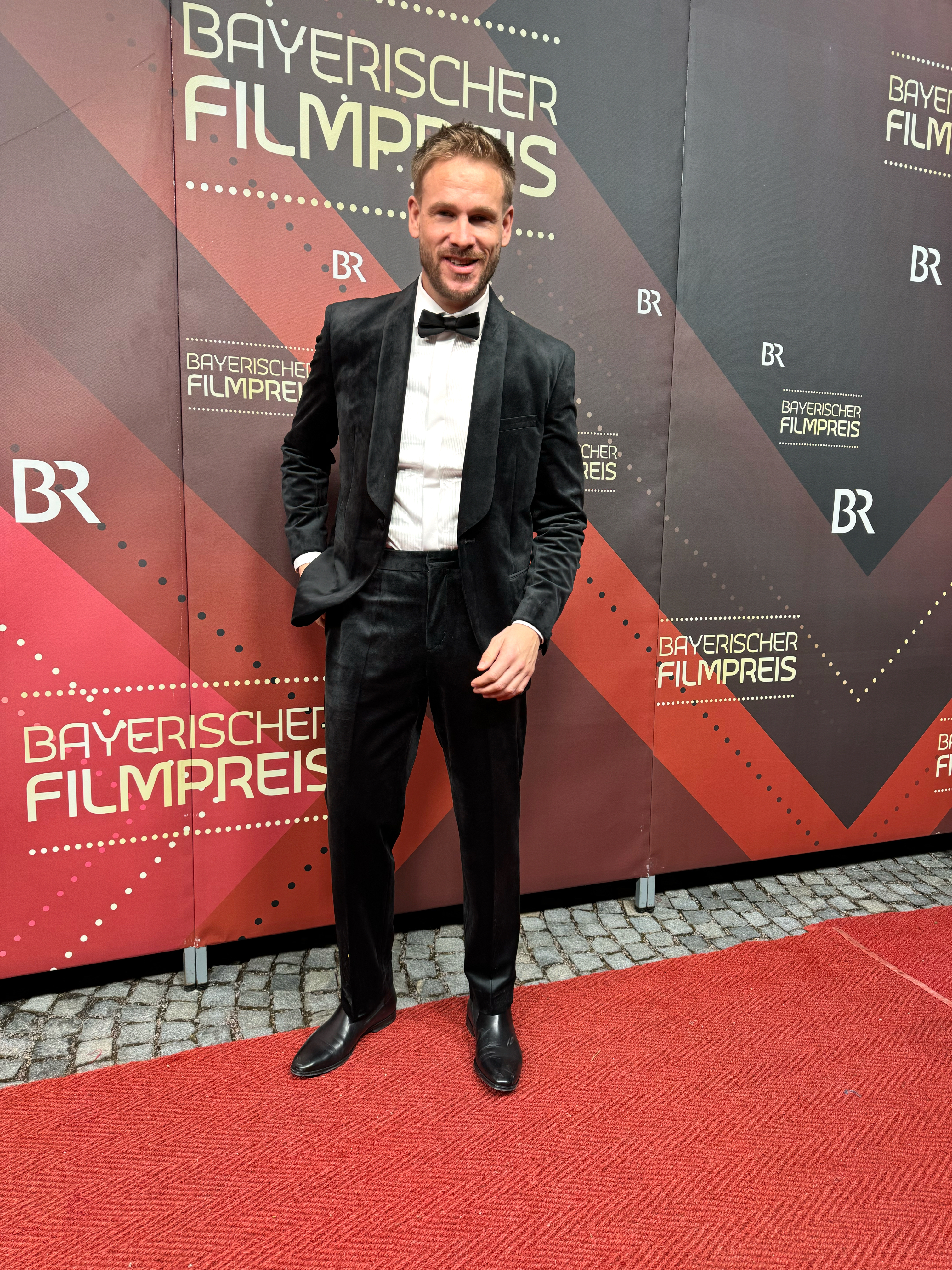
Frederic Heidorn beim Bayerischen Filmpreis 2024

Frederic Heidorn (* 21. Februar 1985 in Paderborn) ist ein deutscher Schauspieler.

## Leben
Frederic Heidorn wuchs in Horn-Bad Meinberg in der Nähe von Bielefeld auf. Nach seinem Fachabitur absolvierte er zunächst eine kaufmännische Ausbildung, bevor er sich komplett für eine künstlerische Laufbahn entschied. Ab 2007 nahm er privaten Sprecherziehungs-, Stimmbildungs- und Schauspielunterricht und wirkte bei Jugend- und Amateurtheaterproduktionen in Berlin mit.
Nach einigen Kurzfilmen, Musikvideos und kleinen Rollen in Kinofilmen hatte er in der TV-Serie Hand aufs Herz, in der er von Mai bis September 2011 die Rolle des „fiesen“ Schülers und Bösewichts Ronald „Ronnie“ Peters spielte, seine erste TV-Hauptrolle. Im Oktober 2012 erhielt Heidorn, obwohl damals schwerpunktmäßig als Bösewicht und „Bad Boy“ besetzt, beim German Soap Award bei einer Fan-Abstimmung den Preis als „Sexiest Man“ in einer TV-Seifenoper.
2014/15 übernahm er in der RTL-Serie Unter uns in mehreren Folgen eine „längere Nebenrolle“ als Polizist Tom Marquart. Anschließend war Heidorn in zahlreichen Fernsehserien, schwerpunktmäßig in Krimi- und Action-Formaten, zu sehen. In der ARD-Serie Rote Rosen (2018) spielte er in einigen Folgen Alexander „Heizer“ Heiz, einen guten Freund der Rollenfigur Ben Berger (Hakim Meziani), der Stoppelfeldrennen fährt.
Seit 2019 spielt er in der Kinder- und Jugendserie Schloss Einstein die Rolle des Sportkoordinators Sascha Hauser.
In der ZDF-Filmreihe Das Traumschiff hatte er in der auf den Seychellen spielenden Neujahrsfolge 2021 eine Hauptrolle als Apnoe-Taucher Sebastian Schuster. In der 7. Staffel der TV-Serie In aller Freundschaft – Die jungen Ärzte (2021) übernahm er eine dramatische Episodenhauptrolle als Marcel Wenzel, der seinem Bruder vorwirft, für den Verlust seines Arms mitverantwortlich zu sein.
Heidorn spricht Französisch, Englisch und Türkisch und wirkte auch in türkischen und deutsch-türkischen Film- und Theaterproduktionen mit. Mit dem türkischsprachigen Theaterstück Haydi Karına Koş, einer Produktion des „Theater28“ in Berlin, war er 2015 auf Deutschland-Tournee.
Heidorn lebt in Berlin. Aus einer früheren Beziehung ist er Vater eines Sohnes.

## Filmografie (Auswahl)

### Fernsehserien
- 2011: Hand aufs Herz
- 2014–2015: Unter uns
- 2016: X Company (Folge: La Vérité Vous Rendra Libre)
- 2017: In aller Freundschaft (Folge: Schmerzhafte Einsichten)
- 2018: Der Lehrer (Folge: Entweder völlig bekloppt, oder Stahleier)
- 2018: SOKO Stuttgart (Folge: Schuldig)
- 2018: Rote Rosen
- 2019: Daheim in den Bergen – Liebesleid (Fernsehreihe)
- 2019: Jenny – echt gerecht (Folge: Ein Lehrer unter Verdacht)
- seit 2019: Schloss Einstein
- 2020: Notruf Hafenkante (Folge: Pokerprinzessin)
- 2020: Sekretärinnen – Überleben von 9 bis 5
- 2020: Heldt (Folge: Das Müller muss weg)
- 2021: Das Traumschiff – Seychellen
- 2021: In aller Freundschaft – Die jungen Ärzte (Folge: Leidenschaften)
- 2022: Leon – Glaub nicht alles, was du siehst
- 2022: Doppelhaushälfte (Folge: Chancengleichheit)
- 2022: Notruf Hafenkante (Folge: Neues Spiel, neues Glück)
- 2022: Watzmann ermittelt (Folge: Die entführte Braut)
- 2023: Leon – Kämpf um deine Liebe
- 2023: Doppelhaushälfte (Folge: Golfkrieg)

### Filme
- 2007: Straight
- 2010: Zeiten ändern dich (Kinofilm)
- 2013: Away (Kinofilm)
- 2015: Bridge of Spies (Kinofilm)
- 2016: Gut zu Vögeln (Kinofilm)
- 2016: Hasret Bitti (Kinofilm)

## Auszeichnung
- 2012: German Soap Award 2012 als „Sexiest Man“